# Борщагівка (станція)
Борщагі́вка — проміжна залізнична станція 3-го класу Київського залізничного вузла Південно-Західної залізниці між станціями Святошин (1 км) та Борщагівка-Технічна (1 км). Розташована біля перетину залізниці з проспектом Любомира Гузара та проспекта Леся Курбаса (шляхопровід), біля станції швидкісного трамвая «Івана Дзюби». Південніше станції розташоване оборотне депо Борщагівка-Технічна, що є пунктом обороту та відстою для багатьох електропоїздів коростенського напрямку.

## Історія
Станція відкрита не пізніше 1926 року під назвою Пост Борщагівський.

## Пасажирське сполучення
На платформі Борщагівка зупиняються приміські електропоїзди коростенського напрямку
.
З 4 жовтня 2011 року — одна з зупинок міської електрички.
Біля платформи Борщагівка розташовані зупинки громадського транспорту:
- швидкісного трамвая № 1, 3
- автобусів № 9, 69
- маршрутних таксі № 155, 401, 411, 421, 429.